# مخلاف خبان
مخلاف خبان يقع مخلاف خُبان في الشمال الشرقي لمحافظة إب التي تشتهر بأمطارها الدائمه، ويبعد عن صنعاء بنحو 130 كيلو متر. وتحدّه من الشمال قُرى عنس، ومن الشرق قبايل قَيفة وماور العرش من بلاد رداع، ومن الجنوب منطقة عمّار والشّعٍر، ومن الغرب القفر الاسفل وأراضي من محافظة ذمار. 

## التسمية في المصادر والمعاجم
خبان في النقوش القديمة:
يعود تاريخة إلى القرن السابع ق.م، استنادا إلى نقش النصر جلازر 1000 الذي يعرف بنقش كرب ال وتر، وقد وردة خبام (خ ب ا م) مثل (س ل ح م) التي نجدللاسم ذكرا في المرجلة الميلادي (س ل ح ن) وخبام كذلك نجدها في نقش يعود للفترة الميلادية (خ ب ن) وهي تعني خبان، كما ذكرت مقترنة مع بنا كمعبد في أحد النقوش، القتبانية التي تتحدث عن معبد بنا الخاص بالمعبود عثتر.

### خبان وبنا في النقوش المسندية القديمة
جاء اسم «خ ب ن» (خبان) مقترنا مع اسم «ب ن ا» (بنا)، وذلك في النقش المسندي الموسوم بـ (المعسال:5=9-10)«قانيه»، والذي يعود للقرن الثالث الميلادي تقريبا، وصاحب النقش القيل حظين وكان قيل (شيخ) قبيلة معاهر وذي خولان (البيضاء حاليا) سرد فيه النقش حملات عسكرية شرسة قام بها ضد الأحباش الذين كانوا قد دخلوا اليمن، وأقاموا فيها المعسكرات التحصينية بقيادة «ددتونس، وزقرنس، وذ معفرم»، ويذكر صاحب النقش الحملات التي شُنت ضد الأحباش ودوره العسكري الذي قام به فيها في عهود عدد من الملوك:ياسر يهنعم، شمر يهحمد، كرب ال ايفع ملوك سبأ وذو ريدان ذاكرا مناطق عدة للقتال منها وادي خبان ووادي بنا وكيف استطاعوا مطاردة الأحباش وملاحقتهم حتى إعادتهم إلى البحر العجمي (البحر العربي) من حيث كان مجيؤهم لليمن وتحديدا من ميناء عدن.

## المخلاف
مخلاف خبان: بنواحي الرضمه السدة القفر يريم سمي باسم القيل (خبان بن هعان بن ينكف بن قاول بن زيد بن ناعتة بن شرحبيل بن الحارث بن زيد بن ذي رعين).قال الهمداني: فأولد هعان بن ينكف: خبان ونمران، ابني هعان. ، وخبان كذلك اسم لمنطقة من عزلة الموشك مغرب عنس محافظة ذمار، ينسب إليها آل الموشكي، من قراها أكحل، العدنة، النجد، الكولة... 
وقد سكن القيل الحميري خُبان بن هعان في وادي خُبان الذي هو من أعمال الرضمه ومن أهم قراه قرية الخُبانيه والتي يسكنها آل الخُباني. كما تضم خُبان اليوم قبائل من يحصب وذو رعين ويسكنها قبائل من مذحج وبكيل والأسر الهاشميه. 
خرجت قبائل تلك المنطقة بأعداد كبيره وانطوت تحت لواء يحصب وذو رعين. وقد ساهمت تلك القبائل في فتح مصر والشام وتونس والأندلس، ومن أعلام يحصب في ذلك العصر:
- القاضي ابن ظريف اليحصبي الأندلسي.
- القاضي العلم المشهور عياض بن موسى اليحصبي الأندلسي.
- الامام عبد الله بن عامر الشامي اليحصبي، رابع الائمه السبعة واعلاهم سندا.
- سعيد اليحصبي قائد من قواد فتح الأندلس.
- الامام عبد الله بن أبي حسان اليحصبي في المغرب.
- المحدّث العلاء بن عتبه اليحصبي.
- الامام ابي القاسم الشاطبي الرعيني الأندلسي، صاحب كتاب الشاطبية.
- القاضي أحمد بن عبد الله الخباني الحميري في قضاء تونس.

أما في العصر الحديث فقد اشتهر العديد من فقهاء ومشايخ وأعيان خُبان امثال عبد الله بن أحمد صلاح وصالح بن عبد الله يحيى عبد المغني وحسين يحيى عباد وعلاّمه الصوفية احمد بن علوان الخاوي الرعيني والشاعر عبد العزيز المقالح.